# Анализ почвы
Анализ почвы — совокупность операций, выполняемых с целью определения состава, физико-механических, физико-химических, химических, агрохимических и биологических свойств почвы.
Проводят механический (гранулометрический), химический, минералогический и микробиологический анализы. Результаты анализов используют для составления почвенных карт, в том числе агрохимических картограмм, а также для расчета доз минерального питания сельскохозяйственных культур.
Механический (гранулометрический) анализ — количественное определение содержания в почве частиц разного диаметра. Проводят при помощи сит и пипеточным методом (используя зависимость между размерами частиц и скоростью оседания их в стоячей воде). В зависимости от содержания физической глины (частиц < 0,01 мм) и физического песка (> 0,01 мм) почву по гранулометрическому (механическому) составу относят к той или иной разновидности (например, суглинок средний, супесь).
Химическим анализом устанавливают химический состав и свойства почвы. Основные разделы его: валовой, или элементный, анализ — позволяет выяснить общее содержание в почве С, N, Si, Al, Fe, Ca, Mg, Р, S, K, Na, Mn, Ti и др. элементов; анализ водной вытяжки (основа исследования засоленных почв) — даёт представление о содержании в почве водорастворимых веществ (сульфатов, хлоридов и карбонатов кальция, магния, натрия и др.); определение поглотительной способности почвы; выявление обеспеченности почв питательными веществами — устанавливают количество легкорастворимых (подвижных), усваиваемых растениями соединений азота, фосфора, калия и др., по данным анализа определяют потребность полей в удобрениях. Большое внимание уделяют также изучению фракционного состава органических веществ почвы, форм соединений основных почвенных компонентов, в том числе микроэлементов. Различают полевые, экспедиционные и лабораторные химические анализы. Полевые анализы проводят упрощёнными методами, лабораторные — чаще инструментальными (спектроскопия, пламенная фотометрия, атомно-адсорбционные и др.). Результаты химического анализа широко используются в агрономии, землеустройстве и экологическом мониторинге.
Минералогическим анализом определяют содержание в почве первичных и вторичных минералов с целью изучения её генезиса и физико-химических свойств. Распределение минералов по почвенному профилю исследуют методом шлифов, а их количественное соотношение и изменение в процессе почвообразования — иммерсионным методом. Илистую и коллоидную фракции исследуют термическим, рентгенографическим, электронографическим и др. методами. Для уточнения состава глинистых минералов прибегают к химическим методам: делают валовой анализ и определяют ёмкость поглощения исследуемых фракций.
Микробиологическим анализом устанавливают состав микрофлоры почвы для характеристики её биохимических свойств и биологической активности. Определяют количество (в тыс. на 1 г сухой почвы) представителей основных групп почвенных микроорганизмов; бактерий (отдельно азотобактера, нитрифицирующих и денитрифицирующих, аммонификаторов), актиномицетов, грибов, а также содержание почвенных водорослей, основных представителей простейших (амёб и инфузорий).
Для получения достоверных результатов решающее значение имеет взятие образца в поле (в наиболее типичном месте) и правильное его хранение (в воздушно-сухом состоянии). Образцы для изучения генезиса почвы могут быть взяты из каждого горизонта и подгоризонта почвенного профиля или из нескольких точек поля, среднюю пробу из которых после перемешивания используют для исследования агрохимических свойств.
Термины и определения по ГОСТ:
- Пробная площадка почвы — репрезентативная часть исследуемой территории, предназначенная для отбора проб и детального исследования почвы.
- Единичная проба почвы — проба определённого объёма, взятая однократно из почвенного горизонта, слоя.
- Объединённая проба почвы (недопустим к применению термин-синоним Смешанная проба почвы) — проба почвы, состоящая из заданного количества единичных проб.
- Абсолютно-сухая проба почвы — проба почвы, высушенная до постоянной массы при температуре 105 °C.
- Воздушно-сухая проба почвы — проба почвы, высушенная до постоянной массы при температуре и влажности лабораторного помещения.
- Почвенная вытяжка — экстракт, полученный после обработки почвы раствором заданного состава, действовавшим на почву определённое время при определённом соотношении почва — раствор.
- Картографирование почвы (недопустим к применению термин-синоним Картирование) — составление почвенных карт или картосхем отдельных их свойств.
- Паспорт почвы — документ, содержащий фиксированный набор данных о почве, необходимых для целей её рационального использования и охраны.
- Бонитировка почвы — сравнительная оценка в баллах качества почвы по природным свойствам.